# Kurt Albert
Kurt Albert (Norimberga, 28 gennaio 1954 – Erlangen, 28 settembre 2010) è stato un alpinista e arrampicatore tedesco.

## Esordi
Inizia ad arrampicare a 14 anni in un gruppo giovanile cattolico e nella sezione locale del DAV. All'epoca l'arrampicata in falesia era ritenuta principalmente un allenamento per le vie in montagna, ove non veniva disdegnato l'uso di mezzi artificiali, e già a 17 anni Kurt compì salite notevoli per l'epoca quali lo Sperone Walker delle Grandes Jorasses e la parete nord dell'Eiger.
Nel 1973 una visita nell'Elbsandsteingebirge sassone, ove l'arrampicata libera si svolge sull'arenaria e ha una tradizione che risale al XIX secolo, lo porta alla filosofia e al metodo rotpunkt.
Esso prese il nome dall'abitudine di Albert e del gruppo di amici da lui influenzato di contrassegnare una via sulla quale era in corso un tentativo di percorrerla in arrampicata libera, cioè senza l'ausilio di mezzi o appigli artificiali (fosse anche "tirare un chiodo" di assicurazione), con un cerchio rosso, che veniva poi riempito alla sua riuscita. Inizialmente era permesso il resting (cioè riposare sulla corda presso un punto di assicurazione), mentre successivamente venne considerata riuscita una via percorsa senza soluzione di continuità dal basso, anche se spesso dopo molti tentativi (il cosiddetto lavorato, contrapposto all'a vista).

## Progressi dell'arrampicata libera
Il livello raggiunto dal gruppo di arrampicatori tedeschi di cui era uno dei leader (tra i quali Norbert Batz, Wolfgang Fietz, Norbert Sandner e più tardi Wolfgang Güllich) si alzò in pochi anni dall'iniziale grado VI+ UIAA al IX grado di Magnet (Richard-Wagner Fels, Frankenjura, che liberò nel 1982), avvicinando quello già raggiunto dagli arrampicatori statunitensi in Yosemite grazie all'applicazione pluridecennale di filosofie simili.
Nel 1984 Albert riceve il Silberne Lorbeerblatt, il più alto riconoscimento sportivo ufficiale tedesco, per il suo impegno nel progresso dell'arrampicata.
Nella seconda metà degli anni ottanta con diversi compagni libera molte vie dure e famose aperte in artificiale nelle Alpi, quali la via degli Svizzeri sulla Cima Ovest di Lavaredo (IX-) e la Hasse-Brandler sulla Cima Grande (VIII).
Noto per l'atteggiamento simpatico e scanzonato, strinse amicizia con molti arrampicatori di punta del periodo. Famoso ed esemplificativo l'aneddoto su Jerry Moffatt, suo grande amico.

## Le imprese extraeuropee
L'affiatamento raggiunto con Güllich ed altri arrampicatori tedeschi gli permise, una volta laureatosi in matematica e iniziato ad insegnare, di mettersi alla guida di diverse spedizioni extraeuropee.
Nel 1988 i due, con Hartmut Münchenbach, liberano la via degli Iugoslavi, aperta un anno prima da Franček Knez, Slavko Cankar e Bojan Srot, sulla Nameless Tower (6239 m) di Trango (VIII+, 1250 m).
Individuano così una linea vicina sulla parete Sud-Est che Albert scala in un team composto da lui, Güllich, Christof Stiegler e Milan Sykora. Si tratta di Eternal flame (VI, 7b+, A2), percorsa nel settembre 1989 quasi interamente in libera in apertura, seppure non in stile alpino ma scendendo e risalendo con corde fisse. Prende il nome da una canzone delle Bangles. Le quattro sezioni di artificiale verranno liberate dai fratelli Huber nel 2009 (aggirando in libera un tratto di una quindicina di metri non arrampicabili nel decimo tiro superato in apertura con una scala di chiodi a pressione, come già fatto in un tentativo dei fratelli Pou). Frutto di un approccio filosofico oltre che metodologico, che consiste nella ricerca di una linea percorribile in arrampicata libera estrema già in apertura in ambiente ostile, funse da ispirazione per le realizzazioni della generazione alpinistica successiva.
Sulla stessa falsariga tra il dicembre del 1990 e il gennaio del 1991 Albert, Güllich, Norbert Bätz, Peter Dittrich e Bernd Arnold tracciano un'altra via entrata nella storia alpinistica sul compatto granito della parete Est della Torre Centrale del Paine, in Patagonia. Si tratta di Riders on the storm (1300 m, 44 tiri, VI, 5.12d, A3), nome anch'esso ispirato da un brano musicale.
Ancora in Patagonia, sul pilastro est del Fitz Roy, con Bernd Arnold, Jorg Gerschel e Lutz Richter nel 1995 percorre i 44 tiri di Royal Flush (7c, A2), da lui ritenuta la sua realizzazione "big wall" più importante malgrado l'interruzione al raggiungimento della preesistente El Corazon a causa di un incidente occorso ad Arnold.
Negli anni novanta e fino al 2009 seguirono altre realizzazioni di alta difficoltà nello stesso stile, perlopiù in luoghi semiselvaggi e dal difficile accesso, raggiunti con spirito esplorativo, in autosufficienza e senza ricorrere a mezzi meccanici o portatori, in Patagonia, Groenlandia e Sudamerica.

## Morte
Il 26 settembre 2010 cade durante una dimostrazione tecnica sulla via ferrata Höhenglücksteig in Baviera, riportando gravissime ferite. Muore due giorni dopo all'ospedale di Erlangen.
Il 9 ottobre 2010 è stata organizzata in suo onore una cerimonia d'addio, il Kurt Albert Farewell, presso la falesia Glatte Wand in Frankenjura. Vi hanno partecipato qualche centinaio di amici e arrampicatori tra cui Stefan Glowacz e Moffatt.